# Hargnies (Ardenne)
Hargnies è un comune francese di 471 abitanti situato nel dipartimento delle Ardenne nella regione del Grand Est.

## Società

### Evoluzione demografica
Abitanti censiti